# James Ogilvy, 7. Earl of Findlater
James Ogilvy, 7. Earl of Findlater (* 10. April 1750 auf Huntingtower Castle bei Perth, Schottland; † 5. Oktober 1811 in Dresden, Königreich Sachsen) war ein schottischer Peer.

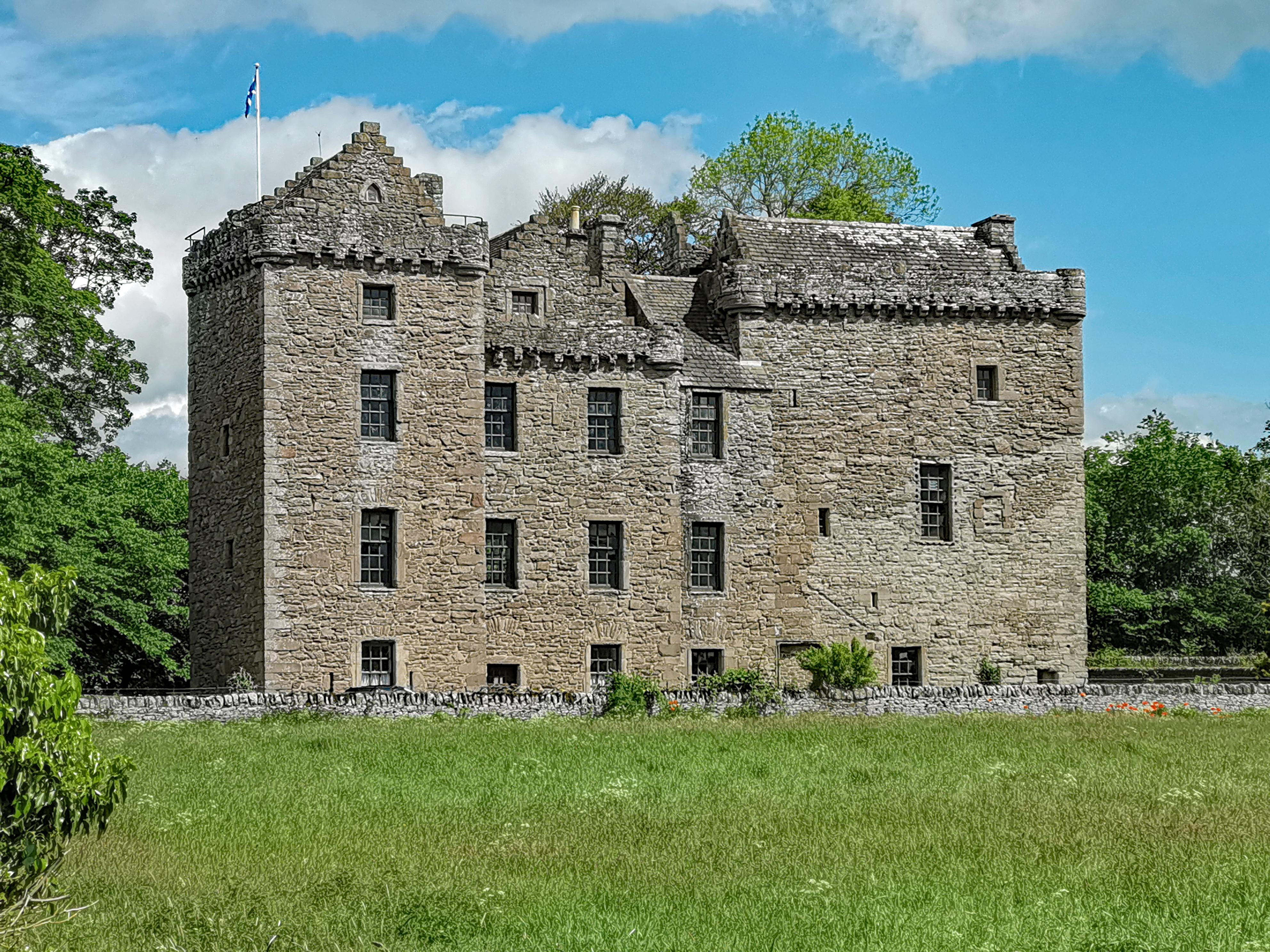
Huntingtower Castle, sein Geburtshaus

## Leben und Wirken
Er war der ältere Sohn von James Ogilvy, 6. Earl of Findlater (um 1714–1770), und Lady Mary Murray (1720–1795), der zweiten Tochter aus zweiter Ehe von John Murray, 1. Duke of Atholl (1660–1724). James einziger Bruder John starb schon im Jahre 1763. 1770 beging sein Vater Suizid, und James erbte dessen Vermögen und Adelstitel als 7. Earl of Findlater und 4. Earl of Seafield.
Er studierte am Christ Church College der University of Oxford. Nach dem Studium verließ er die britischen Inseln, zog in die österreichischen Niederlande und heiratete dort 1779 in Brüssel Christina Teresa Josepha Murray († 1813), mit der er nur kurz zusammen lebte. Christina Teresa Josepha war die Tochter des Joseph Jacob Murray de Melgum.
Wegen seiner homosexuellen Neigungen wurde Ogilvy aus seiner Heimat ausgewiesen. Er erwarb das Herrenhaus Helfenberg bei Dresden (heute eingemeindet) sowie mehrere zusammenhängende Weinbergsgrundstücke am Dresdner Elbhang, auf denen er sich vom Architekten und Hofbaumeister Johann August Giesel ein Palais errichten ließ. Auf den Grundmauern des Palais, dessen Fertigstellung Ogilvy nicht mehr erlebte, wurde später das Schloss Albrechtsberg errichtet.
Da er keine Nachkommen hinterließ, erlosch bei seinem Tod 1811 der Titel Earl of Findlater. Der Titel Earl of Seafield fiel in weiblicher Linie an seinen Neffen zweiten Grades, den Politiker und Juristen Sir Lewis Grant, 9. Baronet (1767–1840), der daraufhin seinen Familiennamen zu Grant-Ogilvy ergänzte.

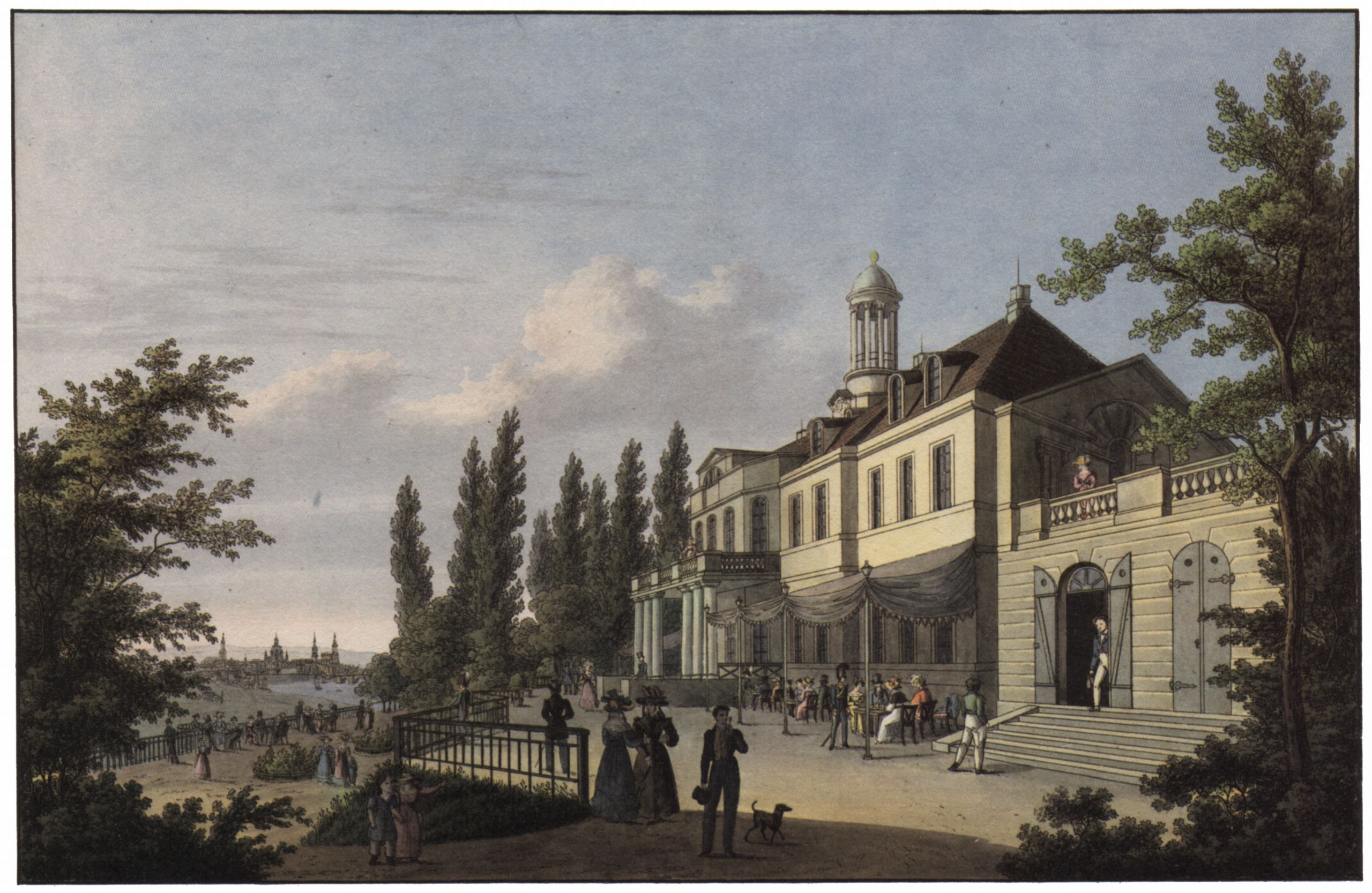
Ansicht seines Berg-Palais bei Dresden um 1850

Ogilvys in Dresden erworbenen Ländereien, die auch als Findlaters Weinberg bzw. Findlaterscher Weinberg bezeichnet werden, liegen im nordwestlichen Zipfel von Loschwitz zwischen Elbe und Bautzner Straße, in Nachbarschaft zu Saloppe und Dinglingers Weinberg. Heute sind sie der Standort der drei Elbschlösser.

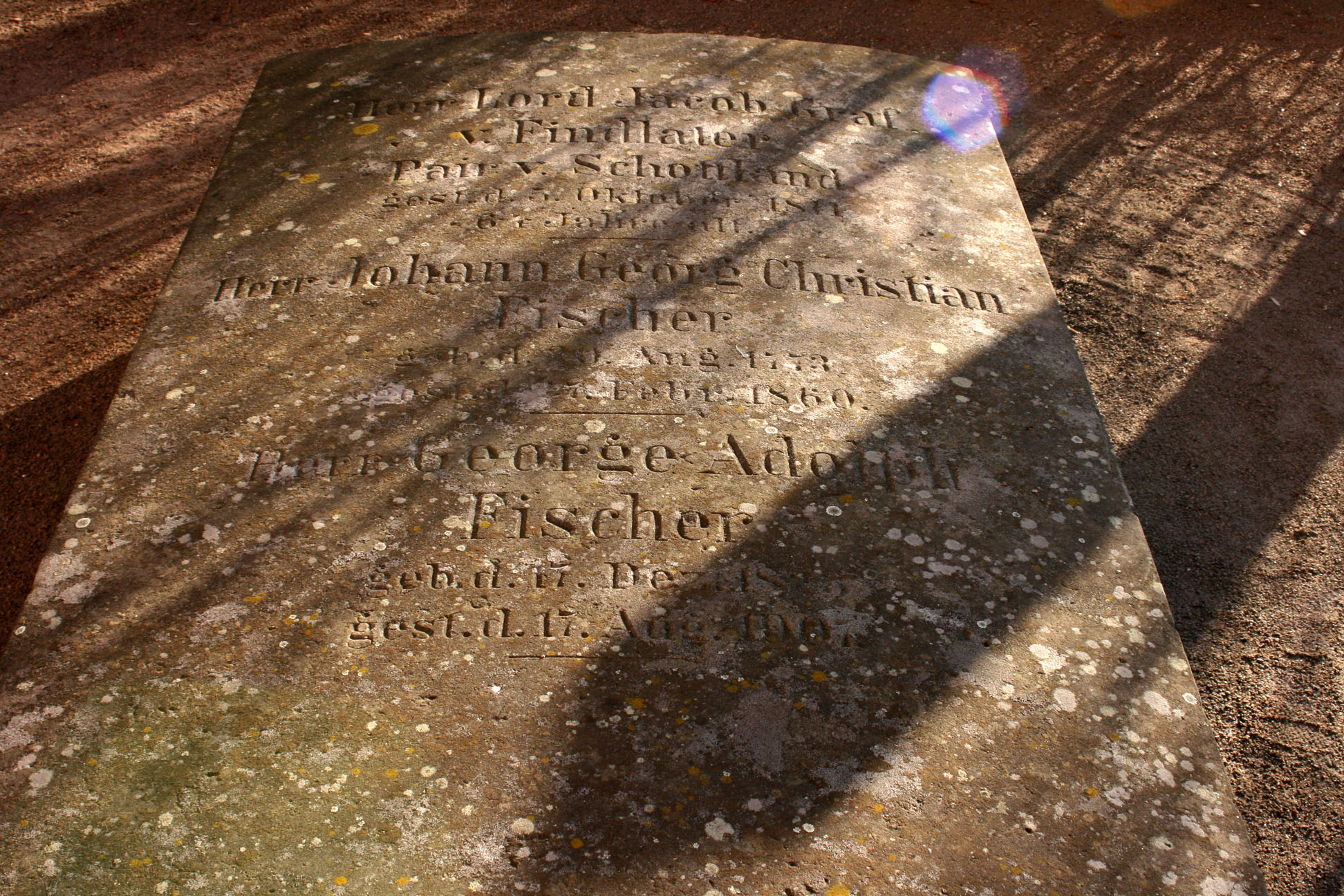
Grabplatte vor der Loschwitzer Kirche

An der Loschwitzer Kirche befindet sich das gemeinsame Grab Ogilvys und seines Lebensgefährten Johann Georg Christian Fischer (1773–1860). Sein Titel und Name ist auf der Grabplatte eingedeutscht mit „Herr Lord Jacob Graf v. Findlater, Pair v. Schottland“ angegeben. Das Geburtsdatum fehlt, stattdessen ist ein (offenbar falsches) Alter von 64 Jahren angeben.

## Werke (Auswahl)
- James Ogilvy: Landwirthschaftliche Mannigfaltigkeiten und Ackerbau's Erfahrungen. Nach den neuesten Versuchen englischer Oekonomen. Calve, Prag 1800.